# Badger Clark
Charles Badger Clark (* 1. Januar 1883 in Albia, Iowa; † 26. September 1957 in Hot Springs, South Dakota) war ein US-amerikanischer Poet und Schriftsteller.

## Leben
Badger Clark kam 1883 als jüngster Sohn des gleichnamigen Methodistenpredigers C. B. Clark zur Welt. Zu dieser Zeit zogen viele Menschen nach Westen in die zur Besiedlung frei gegebenen ehemaligen Indianerterritorien. Als Badger drei Monate alt war, verließ auch seine Familie Iowa und suchte in South Dakota ein neues zu Hause. Sein Vater versuchte dort als Prediger in verschiedenen Orten Fuß zu fassen. So lebte die Familie in Plankinton, Mitchell, Huron, Hot Springs und Deadwood. In Deadwood besuchte Badger Clark die Schule und wechselte von da auf die „Dakota University“ (heute die Dakota Wesleyan University) in Mitchell, zu deren Gründern sein Vater gehörte. Sein Vater war es auch, der ihn nach einem Streit von der Universität verwies, so dass Badger seinen Lebensunterhalt als Landarbeiter verdiente. 1904 reiste Badger Clark nach Kuba, um dort ein neues Leben zu beginnen. Nach zwei Jahren kehrte er aus Kuba nach South Dakota zurück und erkrankte an Tuberkulose. Um die Lungenkrankheit im heißen und trockenen Klima Arizonas auszukurieren, zog er nach Tombstone, wo er als Cowboy lebte. Nebenbei begann er Gedichte über seine Arbeit und Erlebnisse auf den Ranches zu schreiben. Seine Stiefmutter sandte 1906 eines der Gedichte an das Magazin „Pacific Monthly“ und kurz darauf schrieb Badger Clark regelmäßig Gedichte und Artikel für diese Zeitschrift. Als sein Vater 1910 schwer erkrankte, beendete Badger sein Cowboyleben in Arizona und zog zu seinem Vater nach South Dakota. Danach betätigte er sich hauptsächlich als Autor für verschiedene Magazine, wie „Sunset Magazine“, „Pacific Monthly“, „Arizona Highways“, „Collier's“', „Century Magazine“, „The Rotarian“ und „Scribner's“. Außerdem veröffentlichte er seine Gedichte und Erzählungen über das Leben im Wilden Westen in Büchern. Bis Mitte der 1920er Jahre wurde er mit „Sun and Saddle Leather“ und „Spike“ USA-weit als Cowboy Poet bekannt. Sein Gedicht „A Cowboy’s Prayer“ (erstmals veröffentlicht 1906) ist bis heute in den USA berühmt.

1925 erhielt Badger Clark die staatliche Erlaubnis, eine Hütte im Custer State Park zu bauen.

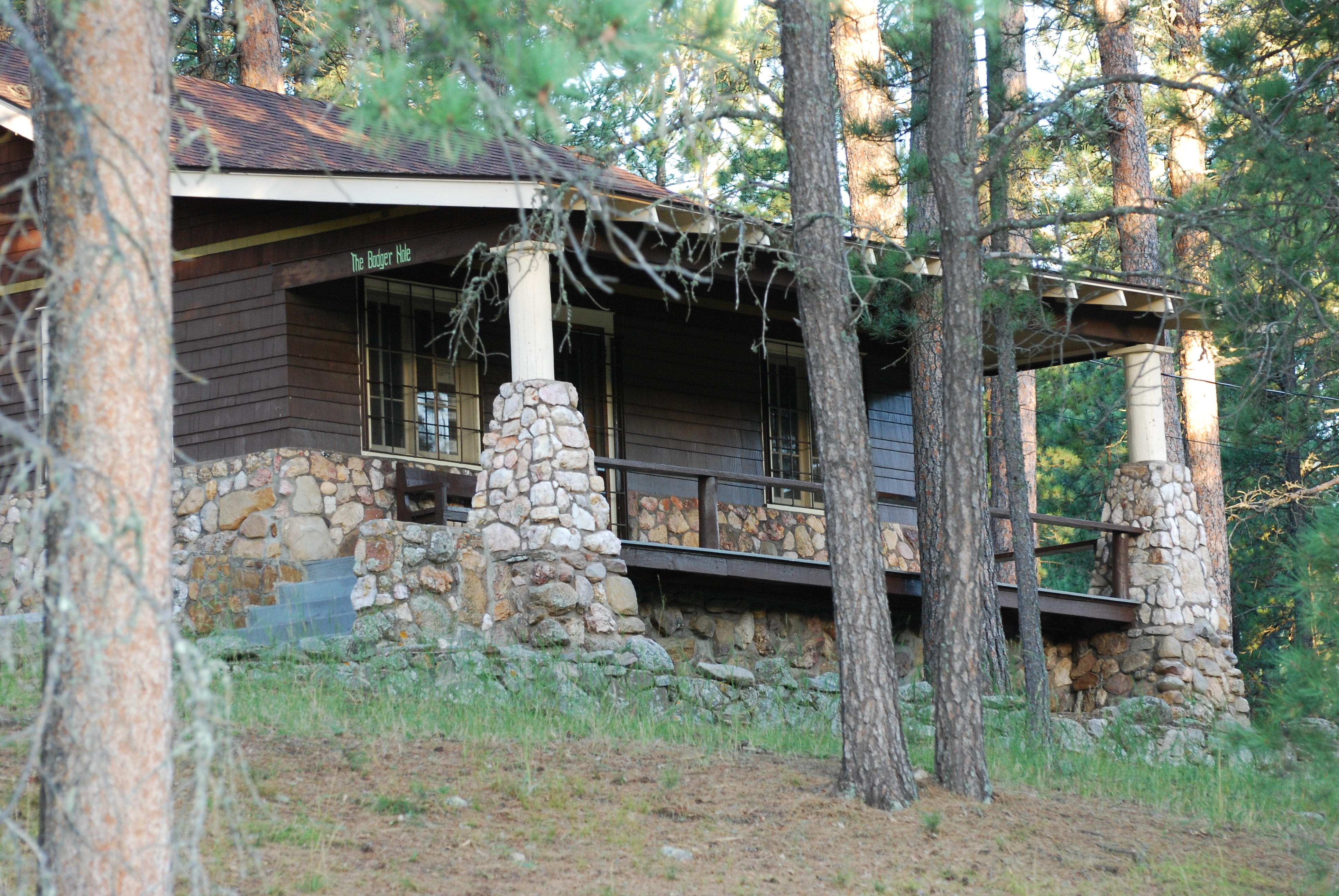
Badger Hole im Custer State Park

Dieses kleine Häuschen in den Black Hills, das „Badger Hole“ genannt wird, kann auf Wandertouren heute noch besichtigt werden. In der „Badger Hole“ arbeitete und lebte Badger Clark über 30 Jahre unter sehr einfachen, naturnahen Bedingungen. 1937 wurde er von Gouverneur Leslie Jensen mit dem Titel Staatsdichter von South Dakota geehrt. Seinen Lebensunterhalt verdiente er sich außerdem als Geschichtenerzähler auf zahlreichen Tourneen durch die USA. Mit 75 Jahren erkrankte er und wurde nach Hot Springs ins Hospital eingeliefert, wo er verstarb. Sein Grab befindet sich auf dem Evergreen Friedhof in Hot Springs.
Am Beispiel des Country-Songs „Spanish is the Loving Tongue“, der auf dem Gedicht „A Border Affair“ von Badger Clark aus dem Jahr 1907 beruht, wird deutlich, welche Rolle Badger Clark als Cowboy Poet einnimmt. Der Song wurde 1925 von Billy Simon komponiert und über Jahrzehnte immer wieder von namhaften Künstlern, wie Ian and Sylvia, Bob Dylan, Judy Collins, Marianne Faithfull, Emmylou Harris, oder Michael Martin Murphey interpretiert.

## Werke
- Grass-Grown Tales (1917)
- Sun and Saddle Leather (1919)
- Spike (1925)
- When Hot Springs Was a Pup (1927)
- God of the Open
- Sky Lines and Wood Smoke (1935)
- The Story of Custer City S.D. (1941)
- Boot and Bylines (posthum, 1978)
- Singleton (posthum, 1978)